# Хвърковата чета
Хвърковатата чета е конен отряд, действащ по време на Априлското въстание („въстаническата кавалерия“). Четата наброява около 200 въстаници, под водачеството на Георги Бенковски.

## История
Четата е сформирана набързо от около 50 души в Панагюрище. В нея участва и Захарий Стоянов. Още на 20 април 1876 година кавалерията разбунтува село Мечка (сега село Оборище). На 21 април вдига на бунт селата Поибрене, Баня, Мухово и други. От селата хората масово се присъединяват към четата на Бенковски и тя достига повече от 130 души. На 22 април четата се връща в Панагюрище.
На 23 и 24 април се насочват към въстаническия лагер при с. Петрич. Там четата води единствената си успешна битка с турския башибозук. Оттам се отправя към въстаническия лагер при връх Еледжик. Там Хвърковатата чета помага на местните въстаници да отблъснат башибозука. В следващите дни четата настъпва още на юг и влиза в Белово и околните му села, където към четата се присъединява Мария Сутич и нейният съпруг. Когато се връща на връх Еледжик, бързо тръгва на помощ на Панагюрище. Достигайки връх Лисец, до с. Мечка, войводата вижда горящия град и кавалерията се насочва на запад. Навсякъде попадат на горящи села!
Бенковски разпуска четата и с 3 души поема на север – към Първи революционен окръг. На 12 (24) май войводата е убит в Тетевенския балкан.